# Ian Walker
Ian Walker (född 25 februari 1970 i Worcester, Worcestershire) är en av Storbritanniens mest framgångsrika seglare, med två OS-silver. Walker coachade också Shirley Robertson och hennes "Yngling" till guld vid OS i Aten 2004. Han är medlem i Itchenor Sailing Club.
Vid Olympiska sommarspelen 1996 i Atlanta, fick Walker en silvermedalj i 470 klassen tillsammans med sin seglingspartner John Merricks. Den 15 oktober 1997, var både Walker och Merricks passagerare i en minibuss i Italien när föraren förlorade kontroll och Merricks dödades.
Under 1999 började Walker segla med Mark Covell. Vid Olympiska sommarspelen 2000 i Sydney, tog Walker och Covell silver i Star-klassen.
När Storbritannien deltog för första gången på 14 år i America's Cup 2000, var Walker skeppare. I America's Cup 2007 deltog han tillsammans med OS-medaljören Iain Percy som taktiker för det italienska laget 39 Challenge. Förutom America's Cup karriär, är han även mycket framgångsrik i TP52, där han är skeppare ombord på "Patches", som ägs av Eamon Conneely. 
2008/09 var han skeppare på Green Dragon båten i Volvo Ocean Race.